# فتح چین توسط مغول‌ها
فتح چین توسط مغول‌ها (انگلیسی: Mongol conquest of China) مجموعه ای از تلاش‌های نظامی عمده امپراتوری مغول برای تسخیر امپراتوری‌های مختلف بود که به مدت ۷۴ سال (۱۲۰۵–۱۲۷۹) بر چین حکومت می‌کردند. هفت دهه در قرن سیزدهم به طول انجامید و شامل شکست دودمان جین (۱۲۳۴–۱۱۱۵)، قراختاییان، شیای باختری، تبت، دالی شد. پادشاهی، دودمان سونگ، و شیای شرقی. امپراتوری مغول تحت فرمان چنگیز خان فتح را با حملات کوچک مقیاس به غرب شیا در سال‌های ۱۲۰۵ و ۱۲۰۷ آغاز کرد.